# Musée de zoologie de l'université de Cambridge
Le musée de zoologie de l'université de Cambridge (en anglais : Cambridge University Museum of Zoology) est un musée de l'université de Cambridge. Il est situé dans le bâtiment David Attenborough Building, anciennement Arup Building, sur le New Museums Site (en) au nord de Downing Street dans le centre-ville de Cambridge. Accessible gratuitement au public, il fait partie du département de zoologie de l'université. Le musée accueille une vaste collection de 2 millions d'objets d'importance scientifique.
Le musée ferme ses portes le 3 juin 2013 pour laisser place à d'importants travaux de réaménagement dont le coût est estimé à 4,1 millions de livres. Il rouvre ses portes le 23 juin 2018,,.

## Fréquentation
La fréquentation des musées membres de l'Association of Leading Visitor Attractions est suivie annuellement depuis 2004. La fréquentation du musée de zoologie de l'université de Cambridge est disponible depuis 2013 et s'est vu varier au gré des travaux (2013-2018) et de la pandémie de Covid-19.
| 2013   | 2014 | 2015 | 2016 | 2017 | 2018    | 2019    | 2020   | 2021   | 2022    | 2023    |
| ------ | ---- | ---- | ---- | ---- | ------- | ------- | ------ | ------ | ------- | ------- |
| 35 643 | 0    | 0    | 0    | 0    | 124 649 | 134 739 | 31 182 | 46 888 | 103 604 | 138 886 |